# Daszówka (województwo podkarpackie)
Daszówka – wieś w województwie podkarpackim, w powiecie bieszczadzkim, w gminie Ustrzyki Dolne.

## Historia
Wieś wzmiankowano po raz pierwszy w 1557 r. w dobrach Kmitów. Jej powstanie było skutkiem osadnictwa wołoskiego. Po 1580 r. stała się własnością Stadnickich i wówczas nazywała się Daszowa. W 1607 r. należała już do Wojciecha Kroguleckiego. Po jego śmierci dziedziczyli ją synowie: Stanisław i Jan. W tym czasie były dwie wsie: Daszowa i Daszówka, należące do Leszczyńskich. Z czasem Daszówka pochłonęła Daszową.
Pod koniec XIX w. wieś miała ponad 320 mieszkańców. Dwór i folwark należały do Mieczysława Lityńskiego. Później przeszły w ręce rodziny żydowskiej, którą hitlerowcy zamordowali po zajęciu wsi, a dwór spalili. W 1921 r. wieś liczyła 437 mieszkańców. Drewniana cerkiew z 1835 r. została rozebrana w latach 70.
Po II wojnie światowej Daszówka znalazła się w granicach ZSRR. W 1951 r. wróciła do Polski zupełnie wyludniona. Obecnie mieszka tu 48 osób. Można stąd leśnymi drogami dojść do osady Bukowina i Woli Sokołowej.